# فرانتيسيك كندرا
فرانتيسيك كندرا هو لاعب كرة قدم سلوفاكي في مركز الوسط، ولد في 2 مايو 1980 في برديوف في سلوفاكيا. لعب مع رتش شوروزو ونادي داك 1904 دونيسكا ستريدا.